# Cerro de Los Inocentes
Cerro de Los Inocentes är en bergstopp i Chile.   Den ligger i regionen Región de Valparaíso, i den västra delen av landet, 900 km väster om huvudstaden Santiago de Chile. Toppen på Cerro de Los Inocentes är 1 213 meter över havet. Cerro de Los Inocentes ligger på ön Isla Alejandro Selkirk.
Terrängen runt Cerro de Los Inocentes är bergig åt sydost, men åt nordost är den kuperad. Havet är nära Cerro de Los Inocentes västerut. Trakten är glest befolkad. Det finns inga samhällen i närheten. 